# Presles-et-Boves
Presles-et-Boves é uma comuna francesa na região administrativa de Altos da França, no departamento de Aisne. Estende-se por uma área de 9,61 km². Em 2010 a comuna tinha 361 habitantes (densidade: 37,6 hab./km²).